# Diàmetre a l'alçada de l'home
El diàmetre a l'alçada humana o diàmetre normal o DAH, és una mesura estàndard del diàmetre del tronc d'un arbre i la quantitat de fusta que conté.

## Diferències
L'alçada normalitzada d'1,3 metres s'utilitza a l'Europa continental, el Regne Unit, Austràlia i el Canadà, mentre que als Estats Units, Sud-àfrica, Malàisia i Nova Zelanda el diàmetre a l'alçada humana es mesura a una alçada d'1,4 metres (abans 4,5 peus = 1,37 m); en altres països amb una mesura no mètrica sovint d'aproximadament 150 cm). En molts casos, la diferència dels valors de mesura és insignificant.
A diferència d'això, el diàmetre o circumferència a una alçada d'1 metre també s'empra en la conservació de la natura, com és el cas en els vivers, ja que el conjunt d'arrels gairebé no té un paper important en els arbres joves.
En el processament de la fusta es pot determinar directament el diàmetre de l'arbre tallat (fusta rodona). Però com que molts tipus d'arbres són llenyosos, així que disminueix el diàmetre en tota la longitud, es mesura a l'extrem de la trena de la mercaderia tallada, és a dir, a l'extrem superior anterior del tronc de l'arbre. En el cas de les fustes amb grans fluctuacions en el gruix del tronc, cal determinar el diàmetre més reduït del tronc abans de serrar la fusta per tal de no produir rebuigs. Això és menys important per a la fusta industrial: aquí sovint es calcula amb el valor mitjà de l'extrem de la trena i el final de les arrels o els valors empírics de la desforestació d'una espècie arbòria. Entre el lloc d'impacte i la serradora o un altre processament de fusta, depenent del nou ús, el mesurament amb escorça es canvia a la que no en té ("diàmetre de tronc amb escorça" o "sense escorça"), en el cas de fustes amb albeca sense valor, de vegades sense aquesta.

## Mesurament

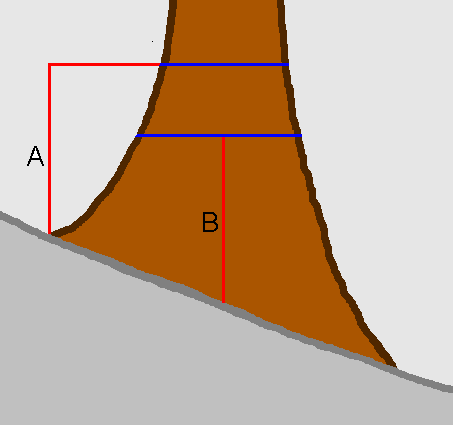
Diàmetre a l'alçada humana (línia blava)
A = B = 1,3 m

Una simple cinta mètrica serveix com a instrument de mesura de la circumferència del tronc de l'arbre, per al diàmetre normalment un compàs forestal. També es poden utilitzar cintes de mesurament del diàmetre, que determinen el diàmetre de manera indirecta mitjançant la relació amb la circumferència. La mesura amb el compàs forestal es realitza dues vegades en creu (desviació de 90°) i es determina una mitjana dels dos mesuraments. En el cas d'una secció transversal fortament ovalada, es fa una mitjana dels embuts del punt més estret i el més ample. Si hi ha branques, cops o creixements a l'alçada humana, se'n faran mesuraments per sobre i per sota i se'n farà la mitjana. En cas de dubte, l'experiència ha demostrat que, en arbres poc vigorosos, es prenen mesuraments diverses vegades i se'n forma una mitjana.
Per als arbres que es troben en pendent, conserva total de mesura (línia blava en el diagrama) a 1,3 m, en la silvicultura es determina a la part més alta del pendent (A al gràfic), ja que la base de troncs desigual i fortament deformada no s'utilitza per a la fusta (és a dir, la serradora). Tanmateix, en el cas d'arbres especialment gruixuts, el mesurament a la part més alta del pendent dona un punt de mesurament més alt. Es redueix així el creixement real del gruix de l'arbre, especialment en el cas d'un tronc cònic (llenyós). Per assolir valors comparables, cal, per tant, dur a terme el mesurament al mig de l'eix del tronc (B al gràfic) per a arbres gruixuts que no estiguin destinats a la indústria de la fusta.
Per aconseguir valors comparables, és necessari, en el cas d'arbres gruixuts que no estan destinats a la indústria de la fusta, fer el mesurament al centre de l'eix del tronc ("B" al gràfic). El plantejament sobre el terreny hauria de correspondre, sempre que sigui possible, al punt de patògens sospitosos, de manera que s'han de tenir en compte possibles dipòsits d'humus o farciments. Els mesuraments per als arxius d'arbres alemanys es realitzen segons aquest mètode, però a una alçada d'1 m en lloc d'1,3 m.

## Ús
El diàmetre a l'alçada humana es determina en els inventaris forestals per saber-ne en particular la massa de fusta. El diàmetre més adequat al mig del tronc d'un arbre només es podia determinar amb gran esforç, de manera que se sol satisfer amb una mesura fàcil de realitzar a l'alçada del pit. A aquesta alçada, la majoria d'arbres ja no tenen cap influència en el diàmetre de les arrels i els valors del diàmetre mostren relacions estadístiques estretes amb altres valors característics d'un inventari (per exemple, àrea base, alçada o volum). Hi ha taules de volum adequades per determinar el volum de l'inventari.
També hi ha valors de taula per canviar la mesura de diàmetre amb escorça (fusta forestal) a diàmetre sense escorça (fusta), segons el tipus de fusta i també per les peculiaritats regionals de la ubicació. De la mateixa manera, des del diàmetre sense escorça fins als metres cúbics de massa o pes efectiu utilitzable, el càlcul es basa en la longitud de la peça.
L'edat d'un arbre també es calcula amb el diàmetre o la circumferència del tronc. Aquest mètode es basa en valors empírics i només és raonablement fiable en arbres més vells, ja que el creixement secundari d'un arbre depèn de nombrosos factors. L'edat de l'arbre viu només es pot determinar amb una perforació del nucli complex i un possible recompte dels anells anuals, que s'intenta evitar a causa de l'inevitable dany a l'arbre. Tot i que el nucli ja està podrit i l'arbre és buit, aquesta possibilitat té els seus límits. Per tant, l'estimació dels arbres no forestals, especialment els que val la pena protegir, està molt estesa. Com que gairebé no hi ha dades sobre arbres particularment vells, l'estimació segueix sent extremadament poc fiable i només és possible com a màxim al segle, sovint ni tan sols (problema dels arbres "de mil anys").

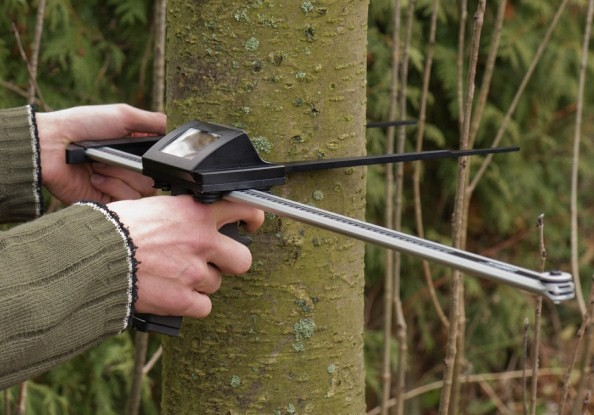
Amb el compàs forestal es pot mesurar el diàmetre a l'alçada humana (DAH) i enviar les dades de mesura en línia per Bluetooth a la seva tecnologia d'ordinadors de camp Field-Map)
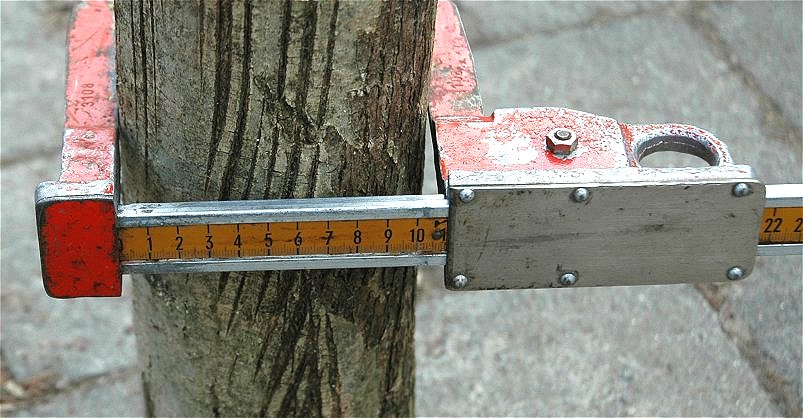
Compàs forestal